# Behaviorisme
Het behaviorisme (afgeleid van Engels: behavior = gedrag) is een stroming binnen de wetenschapsfilosofie die zich uitspreekt over het onderzoeksdomein en de onderzoeksmethoden van de psychologie. Het behaviorisme is dus een filosofie achter de psychologie.
Behaviorism is not the science of human behavior; it is the philosophy of that science. (B.F. Skinner, 1974)
Binnen het behaviorisme bestaan verschillende stromingen. Een aantal uitgangspunten zijn echter gemeenschappelijk:
- Het onderzoeksdomein van de psychologie is het gedrag van mensen en dieren. Niet alleen uiterlijk gedrag, maar ook innerlijke gebeurtenissen (gedachten, gevoelens) kunnen benaderd worden als gedrag. Het onderzoekssubject is het organisme in zijn omgeving.
- De onderzoeksmethode van de psychologie is die van de natuurwetenschappen: experimenteel en ander empirisch wetenschappelijk onderzoek. Introspectie hoort daar niet bij.
- De psychologie gaat hierbij op zoek naar functionele verbanden tussen gedrag en omgeving, niet naar structuren en andere mentalistische zaken. Daarbij wordt gezocht naar hoe gedrag en gewoonten tot stand komen, geleerd worden.
- De doelen van de psychologie zijn voorspellen en controleren (of beïnvloeden) van gedrag. Dit staat in tegenstelling tot het beschrijven en verklaren van mentale of psychische toestanden door andere stromingen.

Psychology as the behaviorist views it is a purely objective experimental branch of natural science. Its theoretical goal is the prediction and control of behavior. ... My goal is not 'the description and explanation of states of consciousness as such'. (John Watson, 1913)
Psychologie wordt door het behaviorisme dan ook kortweg gedefinieerd als de wetenschappelijke studie van gedrag.

## Geschiedenis

### Eerste generatie: het klassieke behaviorisme
Het officiële, symbolische geboortejaar van het behaviorisme is 1913. Toen publiceerde John Watson zijn manifest Psychology as the behaviorist views it. Hiermee zette hij zich af tegen de psychologie van die tijd die grotendeels steunde op introspectie en zich richtte op de studie van het bewustzijn en het mentale leven. In de plaats kwamen gedrag en experimenteel onderzoek, met nadruk op observeerbaarheid en objectiviteit. Het klassieke behaviorisme was gegroeid uit het functionalisme - dat zich afzette tegen het structuralisme, maar zich toch bleef richten op mentale processen - en uit de opkomende vergelijkende psychologie, waarbij dieronderzoek belangrijk werd. De eerste behavioristen wijdden zich dan ook grotendeels aan dieronderzoek. Het klassieke behaviorisme wordt S-R-behaviorisme genoemd (S = stimulus = prikkel; R = respons = reactie). Het was een erg mechanistisch behaviorisme dat op zoek ging naar hoe stimuli gedrag konden uitlokken en hoe dat beïnvloed kon worden. De leerprocessen werden conditionering genoemd. Deze visie werd zeer sterk beïnvloed door de reflexfysiologie van Ivan Pavlov (die zichzelf nooit een behaviorist heeft genoemd) en anderen. Naast Watson was onder meer Edward Thorndike een belangrijke vroege behaviorist, zelfs vroeger dan Watson.

### Tweede generatie: het neobehaviorisme
Het klassieke behaviorisme worstelde met het probleem dat stimuli en responsen dikwijls niet zo correleerden als verwacht. Er was te veel variatie in gedrag. Verder worstelde het met niet-observeerbare inwendige toestanden (binnen het lichaam). Vanaf de jaren 1930 spreekt men over een tweede generatie behavioristen. Deze zoeken antwoorden op de knelpunten en worden dikwijls allemaal neobehavioristen in brede zin genoemd, hoewel daarbinnen meestal twee groepen worden onderscheiden. Gemeenschappelijk aan de tweede generatie is dat ze beïnvloed werd door het logisch positivisme en op zoek ging naar leerprocessen.

#### Neobehaviorisme
Het neobehaviorisme in enge zin kende haar hoogtepunt in de jaren 30 tot eind de jaren 50. Het belangrijkste verschil met andere vormen van behaviorisme was dat het neobehaviorisme ging werken met tussenliggende variabelen van het organisme en theoretische constructen (mechanismen, toestanden, processen, ...), die ze operationeel definieerde: cognitieve kaart, drive strength ... Deze factoren van het organisme (O) beïnvloeden de reactie (R) op de stimulus (S) en werden weergegeven als S-O-R. Daarom wordt dit neobehaviorisme ook mediationeel neobehaviorisme genoemd. Een belangrijke vertegenwoordiger was Clark Hull, die een ingewikkeld mathematisch systeem ontwikkelde. Edward Tolman was eveneens een belangrijk neobehaviorist. Hij legde de nadruk op de doelgerichtheid van gedrag en de invloed van cognities. Zijn theorie was veel vager en moeilijker wetenschappelijk te onderzoeken. In de jaren 40 en 50 werd het neobehaviorisme de belangrijkste stroming binnen de wetenschappelijke psychologie.

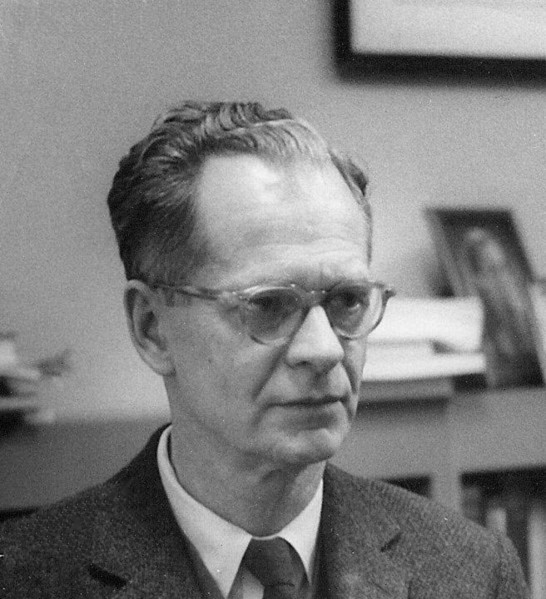
Burrhus Frederic Skinner (ca. 1950)

#### Radicaal behaviorisme
Naast het neobehaviorisme in enge zin ontstond een andere stroming onder impuls van B.F. Skinner. Skinner begon met onderzoek begin jaren 30. Zijn eerste belangrijke werk verscheen in 1938, maar verkocht toen nauwelijks. Als officiële geboortejaar van het radicale behaviorisme wordt meestal 1945 genoemd. In dat jaar publiceerde Skinner een nog steeds belangrijk artikel, The operational analysis of psychological terms, waarin hij een aantal essentiële elementen van zijn visie uiteenzette. Binnen deze stroming werd een model met drie niveaus opgebouwd:
1. de filosofische onderbouw werd gevormd door het radicale behaviorisme
2. de wetenschappelijke psychologie die erop gebaseerd is, noemde Skinner de gedragsanalyse, specifieker de experimentele gedragsanalyse
3. de toepassingen van de basisbevindingen behoren tot de toegepaste gedragsanalyse (Engels: Applied Behavior Analysis (ABA), ook wel behavioral engineering)

De term 'radicaal' verwijst naar het toepassen van de behavioristische visie op het gedrag van de onderzoekers zelf, evenals op het innerlijke van de mens, zonder daarbij beroep te doen op tussenliggende, mediërende variabelen. Skinner onderscheidde twee vormen van conditionering:
1. respondente conditionering (conform de ideeën van Pavlov) waarbij het ging om vooral fysiologische reflexen
2. operante conditionering

Het onderzoek van Skinner richtte zich volledig op de operante conditionering. Hierbij werd de wisselwerking tussen organisme en omgeving bestudeerd. Gedrag wordt mede beïnvloed door de consequenties (C) die erop volgen: bekrachtiging. Waar het neobehaviorisme uitging van het schema S-O-R (Stimulus-Organisme-Reactie), hanteerde Skinner het schema S-R-C (Stimulus-Reactie-Consequentie), en ook wel A-B-C (Antecedent-Behavior-Consequence; de situatie die aan het gedrag voorafging (de 'antecedent'), het gedrag zelf (behavior) en de consequenties). Ook taal of verbaal gedrag is een vorm van operant gedrag. Om gedrag te voorspellen moet men zicht hebben op het organisme en zijn context. Deze context behelst de biologische kenmerken, de (leer-)geschiedenis en de huidige situatie. Gedragsanalyse (en dus psychologie) wordt beschouwd als een onderdeel van de biologie. Filosofisch evolueerde het radicale behaviorisme naar het pragmatisme en selectionisme, naar analogie met de natuurlijke selectie van Darwin. Dit houdt bijvoorbeeld de opvatting in dat de betekenis van een woord bepaald wordt door de context, door de contingenties waarbinnen het gebruikt wordt. Tot de jaren 60 bleef het radicale behaviorisme een kleine stroming. Vanaf de jaren 60 begon het cognitivisme op te komen, verschoof het neobehaviorisme in enge zin naar de achtergrond om uiteindelijk zowat helemaal te verdwijnen en werd het radicale behaviorisme de hoofdstroming binnen de wetenschappelijke psychologie. Halverwege de jaren 70 werd de cognitieve psychologie de hoofdstroming binnen de psychologie. Het radicale behaviorisme blijft tot vandaag de belangrijkste stroming binnen het behaviorisme, maar het behaviorisme in zijn geheel verdween naar de achtergrond en werd een kleine stroming.

### Filosofisch behaviorisme
Gelijklopend met de ontwikkelingen in de psychologie ontstond ook in de filosofie een vorm van behaviorisme, namelijk het filosofisch behaviorisme of logisch behaviorisme. Het behaviorisme zou in de filosofie van de geest gedurende het grootste deel van de 20e eeuw dominant blijven, in het bijzonder de eerste helft. Het filosofisch behaviorisme stelt dat psychologische uitspraken geanalyseerd en vertaald kunnen worden in termen van complexe uitspraken over ons actueel en dispositioneel gedrag, zonder dat daarbij enige vorm van betekenis verloren gaat. Dit behaviorisme werd in de filosofie gezien als een mogelijke oplossing van het lichaam-geestprobleem. Het wordt dan ook vooral opgevat als een reactie op het dualisme van René Descartes, de tot dan toe heersende opvatting in de filosofie van de geest. Het filosofisch behaviorisme stelt dat men bij het cartesianisme misleid wordt te denken dat de 'geest' een substantie zou zijn, waarbij dan bijvoorbeeld overtuigingen en pijn eigenschappen of toestanden van die substantie zijn. Volgens filosofische behavioristen is dit een foutief idee, dat voortkomt uit een verkeerd of naïef gebruik van de taal. Als vertegenwoordigers hiervan worden weleens Gilbert Ryle en Ludwig Wittgenstein genoemd. Daarnaast worden ook Rudolf Carnap, Carl Hempel en W. V. O. Quine als filosofisch behavioristen beschouwen. Een meer hedendaagse filosofisch behaviorist is Daniel Dennett.

## Stromingen binnen het behaviorisme
Binnen het behaviorisme zijn er steeds verschillende stromingen geweest. Sommige daarvan zijn zeer beperkt, vormden een kleine school rond hun ontwikkelaar en verdwenen daarna. Andere zijn groter.
- methodologisch behaviorisme: dit is een strikt mechanistische strekking, die historisch zeer belangrijk is geweest, doch aan het begin van de 21ste eeuw nog slechts weinig aanhangers kent. Psychologie moet zich houden aan de studie van gedrag en dit op een empirische, objectieve manier. Ofwel beperkt men zich tot publiek observeerbare stimuli en gedrag, ofwel hanteert men theoretische begrippen (mediërende variabelen) die dan gedefinieerd worden in termen van publiek observeerbare stimuli en responsen (reductionisme). Het klassieke behaviorisme en het neobehaviorisme in enge zin behoren tot het methodologisch behaviorisme. Momenteel[(sinds) wanneer?] zijn er nog weinig onderzoekers die zich in deze stroming situeren.
- radicaal behaviorisme: de strekking die werd ontwikkeld door B.F. Skinner. Ook processen binnen het organisme (covert gedrag) behoren tot het onderzoeksdomein van de gedragsanalyse. Dit is geen mechanistische strekking, maar een pragmatische. Het radicale behaviorisme is sinds de jaren 1960 de hoofdstroming binnen het behaviorisme en kent nog zeer veel aanhangers.
- teleologisch behaviorisme: kleinere deelstroming van het radicale behaviorisme (hoewel sommigen deze meer binnen het methodologisch behaviorisme plaatsen), met een uitgesproken 'molaire' visie. Gedrag wordt in een zeer ruime context bekeken. Er wordt gezocht naar patronen in de tijd. Ook interne processen (gedachten, gevoelens) worden beschreven als gedragspatronen. Howard Rachlin is de ontwikkelaar.
- interbehaviorisme: een stroming die tot weinig onderzoek heeft geleid en waarvan Jacob R. Kantor de belangrijkste vertegenwoordiger was. Sporadisch verschijnen er nog publicaties vanuit deze hoek.[14]
- psychologisch of paradigmatisch behaviorisme: stroming ontwikkeld door Arthur W. Staats. Deze streeft naar een samenvoeging van heel de psychologie tot één groot psychologisch behaviorisme. Hij ontwikkelde theorieën rond basisgedragspatronen om begrippen als 'persoonlijkheid' te benaderen.
- theoretisch behaviorisme: zet zich af tegen het radicale behaviorisme. Deze stroming aanvaardt inwendige processen en toestanden. De ontwikkelaar is J.E.R. Staddon.

De laatste drie stromingen lijken stilaan te verdwijnen. Hiernaast zijn er nog heel wat meer stromingen (metafysisch behaviorisme, biologisch behaviorisme, biobehaviorisme...), maar hun invloed was of is voorlopig te beperkt.

## Kritiek
Er is zeer veel kritiek op het behaviorisme. Sommige kritiek is voornamelijk emotioneel, andere is voornamelijk wetenschappelijk. Vaak is de kritiek gericht tegen (gebaseerd op) de oude vormen van (methodologisch) behaviorisme.
- Dieronderzoek en het ontkennen van het typisch menselijke: er was en is veel kritiek op het vergelijken van mensen met dieren. Het behaviorisme heeft veel dieronderzoek gedaan, om zicht te krijgen op elementaire leerprocessen. Sommige reacties waren vergelijkbaar met de reacties op Darwins evolutietheorie eerder. Het specifiek menselijke, het mentale leven, zou ontkend worden door het behaviorisme: vrije wil, zelfbewustzijn, denken, voelen, moraal... Psychologie moet zich volgens sommigen hoofdzakelijk daarop richten.[15]
- Mechanisme en manipulatie: Het doel van de psychologie is voor sommigen het begrijpen van de mens, en sommigen zijn van mening dat experimenteel onderzoek en het stimulus-respons-denken te mechanistisch zijn. Een mens is geen robot die programmeerbaar is en gekenmerkt door actie en reactie. Veel mensen hebben kritiek op de doelen: voorspellen en controleren/beïnvloeden/manipuleren van mensen. Volgens anderen zijn dit de doelen van alle wetenschappen, ook bijvoorbeeld de biologie en de neurowetenschappen.
- Naïef en achterhaald: Critici stellen soms dat de doelen van het behaviorisme naïef waren. Het behaviorisme zou reeds lang zijn vastgelopen en volledig achterhaald sinds de opkomst van de cognitieve psychologie. Cognitieve structuren (geheugen, representaties, schema's ...) zijn nodig om de complexiteit van de mens te kunnen vatten. Vanuit deze optiek heeft men het soms over het 'naïef behaviorisme'.
- Het probleem van de taal: Een strikt wetenschappelijke kritiek kwam van Noam Chomsky. In een reactie op een boek van Skinner over taal, stelde hij dat het behaviorisme geen afdoende verklaring kon bieden voor het ontstaan van taal en het productieve ervan: mensen produceren voortdurend nieuwe zinnen, redeneringen ... Deze kunnen onmogelijk via operante conditionering worden verworven.[16]
- Filosofische kritiek: Uit filosofische hoek is er ook kritiek geleverd op vormen van behaviorisme. Sommige filosofen, onder wie bijvoorbeeld Wilfrid Sellars,[17] stellen dat het behaviorisme niet voldoende rekenschap geeft aan ons gewone taalgebruik rond mentale toestanden (met termen als gedachte, intentie, gevoel) zonder dit enorm te reduceren.
- Circulariteit: Een andere kritiek van auteurs als Roderick Chisholm[18] en Graham Geach,[19] vooral gericht op het filosofisch of logisch behaviorisme, stelt dat uitspraken over gedrag, die als doelstelling hebben een adequate behavioristische beschrijving van het mentale te zijn, telkens zelf hervallen in het gebruik van mentale termen en dus circulair zijn: de analyse van mentale toestanden in gedragstermen, hervalt zelf weer in mentale termen.
- Onderlinge kritiek: mentalisme: Er is heel wat onderlinge strijd tussen behavioristische denkers. De grootste verwijten daarbij zijn vaak die van 'mentalisme'.[20]

## Behaviorisme in de 21ste eeuw
In de 21ste eeuw is het behaviorisme een minderheidsstroming. Toch is er ononderbroken behavioristisch onderzoek blijven plaatsvinden. Na alarmerende berichten over het dreigen te verdwijnen van het behaviorisme, lijkt er de laatste jaren eerder sprake van een kleine heropleving.

### Evoluties en discussies

#### Het innerlijke: black box?
Over de plaats van denken, voelen en alles wat met het innerlijke van de mens te maken heeft, leven nog steeds uiteenlopende standpunten binnen het behaviorisme. Zowel op vlak van visie als van wetenschappelijk onderzoek hebben deze zaken intussen toch een duidelijke plaats gekregen bij veel behavioristen. Ook neurowetenschappelijk onderzoek wordt steeds meer geïntegreerd. De black box blijft nog wel bestaan: over cognitieve structuren worden geen uitspraken gedaan, enkel over functionele verbanden. Zo wordt bijvoorbeeld het geheugen niet benaderd als een structuur in ons hoofd of als een ding, maar als een reactie op de huidige stimuli in functie van vroegere stimuli of responsen.

#### Moleculair - molair
Een moleculaire benadering van gedrag houdt in dat men gedrag opdeelt in elementen en analyseert hoe deze tot stand komen of in stand gehouden worden. Een molaire benadering houdt in dat men gedrag als een groter geheel bekijkt en in een grotere context. Bijvoorbeeld 'naar de kapper gaan' is dan gedrag, waarvan opstaan, een jas aandoen, de fiets nemen ... slechts onderdelen zijn. Recent is er een sterke tendens naar molaire analyses, maar ook hierover blijft discussie.

#### Relational Frame Theory: taal en cognitie
De Relational Frame Theory is een behavioristische theorie over taal en cognitie, die volledig binnen het (post-Skinneriaanse) radicale behaviorisme te situeren is. De theorie werd ontwikkeld door Steven Hayes en Dermot Barnes-Holmes en wint sterk aan invloed. De Relational Frame Theory leidt ook tot zeer veel onderzoek. De theorie baseert zich volledig op operante conditionering, meer bepaald een vorm van hogere-orde operante conditionering: 'relationeel leren'. Dit is een uitbreiding van stimulusequivalentie van Murray Sidman. Deze theorie (naast andere recente behavioristische theorieën) biedt een antwoord op onder meer de bezwaren van Chomsky tegen de beperkingen van de analyse van taal door Skinner. Productiviteit, variatie, vernieuwing en dergelijke zijn hierbij typische voorbeelden van het leggen van relaties tussen stimuli.

#### Functioneel contextualisme
De grondleggers van de Relational Frame Theory situeren hun visie zeer uitdrukkelijk binnen het pragmatisme, meer bepaald het functioneel contextualisme. Het functioneel contextualisme is a-ontologisch: het doet geen uitspraken over de werkelijkheid, doch alleen functionele uitspraken. Iets is 'waar' als het effectief is in een bepaalde context. De uiteindelijke doelen van de gedragsanalyse zijn voorspellen en beïnvloeden. 'Beïnvloeden' is minder alomvattend dan 'controleren'.

### Onderzoeksthema's
De gedragsanalyse heeft zich de laatste jaren sterk verdiept op verschillende thema's. Onderzoek en theorievorming gebeurden ook rond minder typische onderwerpen als bijvoorbeeld delay discounting en impulsiviteit, begripsvorming (abstract denken), zelfbewustzijn, intelligentie en morele ontwikkeling, en verder rond gebieden als sport en verkeer. Klinische toepassingen werden onder meer uitgewerkt voor autisme en psychische problemen. Voor dit laatste zijn de Acceptance and Commitment Therapy (volledig gebaseerd op de Relational Frame Theory) en gedragsactivatie voor depressie erg in opkomst.

### Nederland en België
In het Nederlands verschijnen betrekkelijk weinig publicaties vanuit het behaviorisme. Wel is ook hier de Acceptance and Commitment Therapy sterk in opkomst. Recent werden wel een aantal gedragsanalytische artikelen en enkele boeken gepubliceerd.

## Belangrijke vertegenwoordigers van het behaviorisme
- Ivan Pavlov
- John Watson
- Edward Thorndike
- Burrhus Skinner
- Steven C. Hayes
- Peter Harzem
- Zie verder: Categorie:Behaviorist

### Behavioristische tijdschriften
Er zijn heel wat behavioristische tijdschriften. De laatste jaren zijn er enkele nieuwe bijgekomen.
- Journal of the Experimental Analysis of Behavior. Een theoretisch en experimenteel tijdschrift; het basistijdschrift van de gedragsanalyse.
- Journal of Applied Behavior Analysis. Het basistijdschrift voor de toegepaste gedragsanalyse.
- Behavior and Philosophy. Voordien heette dit tijdschrift 'Behaviorism'.
- Journal of Contextual Behavioral Science. Het tijdschrift rond de Relational Frame Theory, Acceptance & Commitment Therapy en verwante zaken.
- Behavior Analysis: Research and Practice
- The Behavior Analyst Today t.e.m. 2014 Nadien overgegaan in Behavior Analysis: Research and Practice.
- Behavior and Social Issues[dode link] - Behavior and Social Issues
- The Psychological Record t.e.m. 2013 - The Psychological Record vanaf 2014
- The Behavior Analyst t.e.m. 2013 - The Behavior Analyst vanaf 2014
- European Journal of Behavior Analysis
- The Analysis of Verbal Behavior
- Behavior Analysis in Practice
- Journal of Behavior Assessment and Intervention in Children - alleen 2010
- Behavioral Interventions[dode link]
- Behavior Modification
- International Journal of Behavioral Consultation and Therapy - tot 2014
- The Journal of Speech - Language Pathology and Applied Behavior Analysis - tot 2010
- Journal of Behavior Analysis in Health, Sports, Fitness and Medicine - 2008 en 2009
- Journal of Behavior Analysis of Offender and Victim Treatment and Prevention - 2008 en 2010
- Journal of Precision Teaching and Celeration
- Behavioral Development Bulletin
- Analysis of Gambling Behavior
- Journal of Behaviorology (tot eind 2012 heette dit Behaviorology Today)
- Mexican Journal of Behavior Analysis
- The Journal of Early and Intensive Behavior Intervention - tot 2008

### Websites
- Association for Behavior Analysis
- Cambridge Center for Behavioral Studies
- Website rond de Relational Frame Theory, Acceptance and Commitment Therapy en het functioneel contextualisme
- B.F. Skinner Foundation